# Yurie Kato
Yurie Kato –en japonés, 加藤友里恵, Kato Yurie– (Matsudo, 27 de enero de 1987) es una deportista japonesa que compite en triatlón. Ganó una medalla de plata en el Campeonato Asiático de Triatlón de 2016.

## Palmarés internacional
| Campeonato Asiático | Campeonato Asiático | Campeonato Asiático | Campeonato Asiático |
| Año                 | Lugar               | Medalla             | Prueba              |
| ------------------- | ------------------- | ------------------- | ------------------- |
| 2016                | Hatsukaichi (Japón) | Medalla de plata    | Individual          |